# Държавен архив – Шумен
Държавен архив – Шумен е отдел в дирекция „Регионален държавен архив“ – Варна.

## Дейност
В него се осъществява подбор, комплектуване, регистриране, обработване, съхраняване и предоставяне за използване на определените за постоянно запазване документи на областната администрация, на общините на територията на Шуменска област, на териториалните структури на държавните органи и на други държавни и общински институции, организации и значими личности от местно значение, както и научно-методическото ръководство и контрол на организацията на работата с документите в деловодствата и учрежденските архиви, тяхното опазване и използване.
Към архива функционират читалня и библиотека. В научно-справочната библиотека са заведени 2281 тома специализирана литература по история, архивистика и други области на науката, речници, енциклопедии, справочници, пътеводители, каталози, документални сборници и периодични издания.

## История
Архивът е създаден през 1952 г. като отдел на Окръжно управление на Министерство на вътрешните работи – Шумен, на основата на Указ № 515 на Президиума на Народното събрание и ПМС № 344 от 18 април 1952 г. От 1961 г. е на административно подчинение на Окръжен народен съвет – Шумен, от 1988 г. е в структурата на Община Шумен. През 1992 г. преминава на пряко административно подчинение на Главно управление на архивите при Министерски съвет. От 1978 г. получава статут на дирекция, а през 2010 г. е преструктуриран в отдел. От 1987 г. архивът се помещава в сграда – паметник на културата с местно значение.

## Ръководители
През годините ръководители на архива са:
- Васил Григоров Тасев (1952 – 1958)
- Стоян Борисов Стоименов (1958 – 1992)
- Йорданка Петкова Янева (1992 – 2008)
- Антония Панева (2008 – )

## Фонд
След промените в административно-териториалното деление на страната през 1959 г. 87 фонда са предадени на новосъздадения архив в Търговище. През 1993 г. е приет фондовият масив на Окръжния комитет на Българска комунистическа партия, възлизащ на 1068 фонда с 24274 архивни единици, 249,64 линейни метра.
Общата фондова наличност на архива към 1 януари 2017 г. възлиза на 2008,82 линейни метра с 3566 архивни фонда (3350 учрежденски и 216 лични) и общ брой 237 375 архивни единици, 1263 частични постъпления (39.25 линейни метра) и 1867 спомена (18.79 линейни метра). Застрахователният фонд се състои от 1 587 297 кадъра негативи и 1 586 975 кадъра позитив.